# Jusqu'au cou
Pour plus de détails, voir Fiche technique et Distribution.
Jusqu'au cou (Without a Paddle) ou Sans aviron au Québec, est un film américain réalisé par Steven Brill, sorti en 2004.

## Synopsis
Après la mort de l'un des leurs, trois amis d'enfance décident de partir à l'aventure, à la recherche du trésor de D. B. Cooper.

## Fiche technique
- Titres français : Jusqu'au cou ( France) et Sans aviron ( Québec)
- Titre original : Without a Paddle
- Réalisation : Steven Brill
- Scénario : Jay Leggett (en) et Mitch Rouse (en)
- Production : Donald De Line (en), Andrew Haas, Wendy Japhet et Richard Vane
- Société de production : Paramount Pictures et De Line Pictures (en)
- Budget : 19 millions de dollars américains (13,94 millions d'euros)
- Musique : Christophe Beck
- Photographie : Jonathan Brown (en)
- Montage : Debra Neil-Fisher (en) et Peck Prior (de)
- Décors : Perry Andelin Blake
- Costumes : Ngila Dickson
- Pays d'origine : États-Unis
- Format : Couleurs - 2,35:1 - DTS / Dolby Digital - 35 mm
- Genre : Aventure, comédie
- Dates de sortie[1] :
  - États-Unis : 20 août 2004
  - France, Belgique : 13 avril 2005

## Distribution
Légende : V. F. = Version Française V. Q. = Version Québécoise
- Antony Starr (V. Q. : Tristan Harvey) : Billy Newwood
- Dax Shepard (V. F. : Fabrice Josso ; V. Q. : Alain Zouvi) : Tom Marshall
- Matthew Lillard (V. F. : Christophe Lemoine ; V. Q. : Gilbert Lachance) : Jerry Conlaine
- Seth Green (V. F. : Tony Marot ; V. Q. :Sylvain Hétu) : Dan Mott
- Carl Snell (V. Q. : François-Nicolas Dolan) : Billy, enfant
- Matthew Price : Tom enfant
- Andrew Hampton (V. Q. : Charles Miquelon) : Jerry, enfant
- Jarred Rumbold : Dan, enfant
- Nadine Bernecker : Angie
- Danielle Cormack : Tony
- David Stott : Dick Stark
- Bonnie Somerville (V. Q. : Hélène Mondoux) : Denise
- Scott Adsit : Greasy Man
- Morgan Reese Fairhead : Sandi
- Liddy Holloway (en) : Bonnie Newwood
- Burt Reynolds (V. F. : Bernard-Pierre Donnadieu ; V. Q. : Mario Desmarais) : Del Knox
- Christina Moore (V. Q. : Pascale Montreuil) : Butterfly
- Rachel Blanchard (V. F. : Marie Giraudon ; V. Q. : Camille Cyr-Desmarais) : Flower
- Ray Baker (V. Q. : Alain Fournier) : Briggs
- Abraham Benrubi (V. F. : Bernard Bollet ; V. Q. : Alain Sauvage) : Dennis
- Ethan Suplee (V. F. : Stéphane Bazin ; V. Q. : Manuel Tadros) : Elwood

## Autour du film
- Le film eu droit à une suite, Without a Paddle: Nature's Calling (en) (2009), sortie directement en vidéo.
- Le tournage a débuté le 30 septembre 2003 et s'est déroulé sur le fleuve Waikato, ainsi que dans les villes de Ohakune, Raetihi, Rotorua, Taupo et Wellington, en Nouvelle-Zélande.

## Bande originale
- Bump N' Grind, interprété par R. Kelly
- Deliverance, interprété par Bubba Sparxxx
- Do You Really Want to Hurt Me, interprété par Culture Club
- Hold on Loosely, interprété par .38 Special
- Black Betty, interprété par Spiderbait
- No Rain, interprété par Blind Melon
- Ooh La La, interprété par Faces
- When I Grow Up (To be a Man), interprété par The Beach Boys
- The Corn Rocket, interprété par Southern Culture on the Skids (en)
- Let It Flow, interprété par Classic
- Invisible, interprété par Clay Aiken
- Pop Song, interprété par Bleed the Dream (en)
- Jimmy Mathis, interprété par Bubba Sparxxx
- City of Silver & Gold, interprété par Tommy Conners
- Nuthin' but a 'G' Thang, interprété par Snoop Dogg, Leon Haywood (en) et Frederick Knight (en)
- What a Wonderful World, interprété par Joey Ramone
- Do You Really Want to Hurt Me, interprété par Richard Ziegler
- Raiders March, composé par John Williams
- Chasing the Dream #2, interprété par Jeff Pilson (en)
- Throw Away, interprété par Stigma
- Can't You Hear Me Knocking, interprété par The Rolling Stones
- Serving Time in the Middle of Nowhere, interprété par Eyehategod
- You Gotta Move, composé par Reverend Gary Davis et Fred McDowell
- She Tried, interprété par Bubba Sparxxx et Ryan Tedder
- Beans and Grits, interprété par AD (en)